# John J. Robinson
John J. Robinson (c. 1918-1996) fue un historiador estadounidense, conocido sobre todo por su libro Born in Blood: The Lost Secrets of Freemasonry (publicado en español como Nacidos en sangre: los secretos perdidos de la francmasonería, 1992, o como Nacidos en la sangre: los secretos perdidos de la francmasonería, 2012). Fundó, en 1993, el Masonic Information Center (Centro de Información Masónica), como fuente de información tanto para masones como para no miembros de la institución; el centro es administrado por la Masonic Service Association of North America (Asociación de Servicios Masónicos de Norteamérica). Perteneció a la Medieval Academy of America (Academia Medieval de Norteamérica), a la Organization of American Historians (Organización de Historiadores Norteamericanos) y a la Royal Over-Seas League (ROSL) de Londres.

## Datos biográficos
Antes de volverse escritor, Robinson había trabajado como granjero, ejecutivo de negocios y también prestó sus servicios en el Cuerpo de Marines de los Estados Unidos.

## Born in Blood
El primer libro de Robinson, Born in Blood, publicado en 1989 o en 1990 (en español se publicó su traducción en dos ocasiones: en 1992 como Nacidos en sangre; luego, en el 2012 como Nacidos en la sangre), rastrea los vínculos entre los Caballeros Templarios y los francmasones. El autor dice que este libro se considera ahora una obra importante, pero que la reacción inicial fue bastante mala: dice, en el prólogo de A Pilgrim's Path que "ninguno de los periódicos de los Estados Unidos consideraba apropiado hacer una reseña de un libro que incluyese la palabra Freemasonry [francmasonería] en el título." Dice que hubo, sin embargo, una gran demanda por parte de las bibliotecas, lo que a su vez hizo que surgieran lo que en su opinión fueron buenas reseñas en Publishers Weekly. Kirkus Reviews dio una reseña favorable, y también fue reseñado por Library Journal[cita requerida] y por Midwest Book Review.
También ha sido reseñado por muchas publicaciones dedicadas a investigaciones acerca de la masonería, por revistas masónicas y por sitios web de la masonería. El masón John Hamill, en la reseña que escribió para Ars Quatuor Coronatorum, considera que el libro "tiene muchas cosa positivas que decir acerca de la francmasonería pero que, desafortunadamente, la tesis fundamental resulta gravemente fallida."
Robinson dice que el objetivo original del libro era hablar acerca de la llamada Revuelta de los campesinos de 1381 en Inglaterra, pero que terminó por investigar la caída de los Caballeros Templarios, que él vinculó con el surgimiento de la francmasonería. Como resultado de su investigación para este libro, se interesó cada vez más en la francmasonería, y terminó por escribir también A Pilgrim's Path: Freemasonry and the Religious Right.

### Ventas
Fue el libro mejor vendido acerca del tema durante un periodo de veinte años.

### Epílogo
A modo de continuación de la obra de John J. Robinson, el historiador Sanford Holst (maestro en la Southern California Research Lodge y miembro de la Royal Historical Society) publicó en el 2012 Sworn in Secret: Freemasonry and the Knights Templar (Juramento secreto: la francmasonería y los Caballeros Templarios, aún no publicado en español), después de llevar a cabo diecisiete años de investigaciones adicionales sobre el tema. Este libro ha sido reseñado por la revista del rito escocés Scottish Rite Journal y por la revista Knight Templar Magazine.

## Dungeon, Fire, and Sword: The Knights Templar in the Crusades
Publicado en español con el título Mazmorra, hoguera y espada, el segundo libro de Robinson se centra exclusivamente en los Caballeros Templarios de las Cruzadas. La revista estadounidense de crítica y reseñas Kirkus Reviews lo calificó como una obra no tan sólida como su primer libro, y expresó que era «poco más que un material de referencia para los grandes seguidores de las Cruzadas». En cambio, el periódico Star-Banner, de Ocala, Florida, dio una opinión muy positiva, al decir que «es tan ameno que resulta imposible dejarlo».

## A Pilgrim's Path: Freemasonry and the Religious Right[La ruta de un peregrino: la francmasonería y el derecho religioso]
Aún no traducido al español, el tercer libro de Robinson explora las declaraciones antimasónicas hechas por la derecha religiosa (principalmente en los Estados Unidos). El libro se divide en dos partes: la primera describe la historia de las declaraciones y los intentos por desacreditarlas; la segunda sugiere cómo la fraternidad podría evitar que surjan esas declaraciones.

## Obras
Libros
- Born in Blood: The Lost Secrets of Freemasonry (1990) ISBN 978-0-87131-602-8 (publicado en español como Nacidos en sangre, 1992, y en 2012 como Nacidos en la sangre)
- Dungeon, Fire and Sword: The Knights Templar in the Crusades (1992) ISBN 978-0-87131-657-8 (publicado en español como Mazmorra, hoguera y espada, 1994)
- A Pilgrim's Path: Freemasonry and the Religious Righ:Pa (1993) ISBN 978-0-87131-732-2

Artículos
- "Albert Pike and the Morning Star." Heredom: The Transactions of the Scottish Rite Research Society, Volume 1 (1992)[19]

## Pertenencia a la masonería
Inicialmente, al comenzar a escribir Born in the Blood, John J. Robinson no era hermano en ninguna logia de la francmasonería; sin embargo, su investigación generó en él el interés por iniciarse tiempo después.

## Reconocimientos
- Miembro de la Maine Lodge of Research (1989)[20]
- Miembro de The Philalethes Society[21]
- Medalla por Servicio Distinguido, The Philalethes Society.[21]